# Araminta May
Araminta May är en brevroman av Carl Jonas Love Almqvist. Den ingår i band VIII av den så kallade duodesupplagan av Törnrosens bok, vilket utkom 1838. Merparten av texten består i en brevväxling mellan de två kusinerna Fabian och Henriette, men berättelsen avslutas med en dialog i dramatisk form.